# 2004年體育
2004年重要國際體育賽事包括：
- 第二十八屆夏季奧林匹克運動會：8月13日至8月29日於希臘雅典舉行

## 大事记

### 4月至6月
- 6月2日－上海F1赛道全面建成。

- 6月12日－2004年欧洲足球锦标赛在葡萄牙开幕。

### 7月至9月
- 7月17日至8月7日－2004年亞洲杯足球賽決賽階段在中國舉行
- 8月13日－第二十八屆夏季奧林匹克運動會於希臘雅典揭幕
- 8月26日－台灣跆拳道女將陳詩欣於雅典奧運跆拳道女子第一量級（49公斤級）為中華民國（台灣）奪下奧運參賽史上首面金牌。
- 8月27日－中國田徑選手劉翔於雅典奧運田徑男子110米欄項目中以十二秒九一的成績奪得金牌，打破了奧運會記錄，追平了威爾士的科林·傑克遜在1993年創造並保持的世界紀錄，為中國奪得了第一塊男子田徑奧運會金牌。

### 10月至12月
- 大聯盟單季安打紀錄保持人鈴木一朗

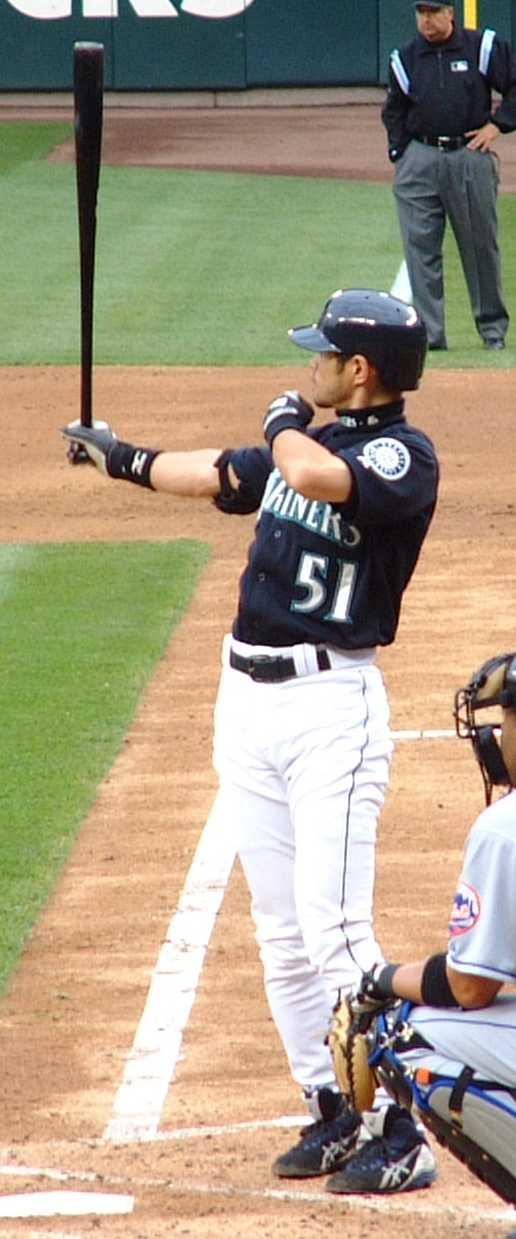
大聯盟單季安打紀錄保持人鈴木一朗

- 10月1日－效力于美國職棒大聯盟西雅圖水手隊的日本棒球選手鈴木一朗打破了保持了84年之久的单季安打记录。
- 11月19日－美国城市底特律奥本山宫殿球场在进行步行者与活塞队的比赛中，爆发了一场球员球迷大混战。本次事件起因是罗恩·阿泰斯特躺在技术台上，一名球迷向他泼洒啤酒，导致罗恩·阿泰斯特情绪失控。遂冲上观众席暴打球迷。斯蒂芬·杰克逊跟上，也暴打球迷。球员见状加入战团。最终NBA总裁大卫·斯特恩经过对录像进行研判之后做出了史无前例的从重处罚，包括罗恩·阿泰斯特在内的多名球员遭受禁赛，罗恩·阿泰斯特甚至被禁止参加04·05赛季剩余的所有比赛共73场常规赛和13场季后赛共计损失499.5万美金的薪水，斯蒂芬·杰克逊被停赛了30场，杰梅因·奥尼尔15场、安东尼·约翰逊5场，雷吉·米勒1场；中锋大卫·哈里森虽然幸运的逃过了联盟的处罚，但这一次他将无法逃脱法院的制裁。活塞队中锋本·华莱士被禁赛6场，由于他并没有直接参与斗殴，免于被起诉。还有昌西·比卢普斯，德里克·科尔曼和埃尔登·坎贝尔被禁了一场，总共9名球员被禁了133比赛。同时，这场暴乱也再次给联盟安全保卫工作敲响了警钟，在这次事件中，由于保安措施不利，奥本山宫殿有多达十余名警卫遭到解雇。事后步行者队中三员大将：罗恩·阿泰斯特、斯蒂芬·杰克逊以及杰梅因·奥尼尔由于参与奥本山宫打架事件，被判以每人一年的察看期、60小时社区服务，以及250美元罚款。除此之外，他们三人必须要接受愤怒情绪辅导。一位起诉人声称，他认为阿泰斯特最好要证明他已经完全通过了辅导。

几位球迷也遭到了起诉，包括打架，闯入球场，扔椅子等行为的球迷，他们在本·华莱士推搡阿泰斯特后加入了斗殴事件。最后活塞队禁止了五位球迷再次进场看球。而根据现场录像，那位始作俑者向阿泰斯特扔饮料杯的球迷约翰·格林还被判处了30天监禁。是NBA历史上规模最大，处罚最重，影响最恶劣的群殴事件。

## 逝世
- 1月25日：范妮·布兰克尔斯·科恩，荷兰女运动员

- 7月10日：鲁迪·拉鲁索，五届NBA全明星队成员

- 11月9日：埃姆林·休斯，英国足球运动员
- 11月17日：拉古林，俄罗斯著名冰球运动员